# José Álvarez de Paz
José Álvarez de Paz (19 de Novembro de 1935 em Noceda del Bierzo, Leão, Espanha - 16 de Fevereiro de 2021 em Baiona, Pontevedra, Espanha) foi um advogado e político trabalhista espanhol que serviu como deputado e eurodeputado. Ele era um dos nomes que estavam nas listas negras se o golpe de estado de 1981 em Espanha tivesse triunfado.